# Teatro Politeama (Viareggio)
Il Teatro Politeama è un teatro Monumentale Nazionale situato a Viareggio attivo dal 1869 al 2018. Di proprietà dell'Agenzia del Demanio, è attualmente chiuso in attesa di lavori.

## Storia e descrizione
Il Politeama di Viareggio nasce come teatro, col nome di Alhambra, nel 1869, ed è una costruzione in legno eretta da Pietro Bellesi - all'inizio piuttosto precaria, ma poi rimaneggiata e irrobustita nel 1879- che dai viareggini, appassionati al gioco dei soprannomi, fu subito ribattezzato il cavallo di Troia.
Agli inizi del secolo scorso, dopo un passaggio di proprietà e in seguito alle osservazioni di un'apposita commissione tecnica, la struttura fu demolita e ricostruita, sempre in legno, mantenendo quindi il soprannome, ma cambiando il nome ufficiale in Nuovo Politeama grazie all'impresario teatrale Pietro Somigli. L'inaugurazione avvenne il 2 agosto del 1902 con Come le foglie di Giuseppe Giacosa messa in scena dalla compagnia di Ermete Novelli.
Nel 1918 si costituì la società di gestione Anonima Spettacoli e successivamente il drammaturgo Enrico Pea divenne consigliere delegato e direttore del Politeama: nel teatro di fianco al molo furono così rappresentati lavori di Pea, e opere di Giacomo Puccini. Il locale, nonostante ulteriori progetti di rifacimento mai realizzati (1925, architetto E. Pierazzi; 1930, architetto A. Belluomini) rimase il cavallo di Troia fino allo scoppio della guerra.
Sul palcoscenico passano nomi come: Luigi Pirandello e Marta Abba, Filippo Tommaso Marinetti, un comizio di un giovane Pietro Nenni, Giuseppe Ungaretti, Ettore Petrolini, Ermete Zacconi, Eduardo De Filippo, Peppino De Filippo, Titina De Filippo, Vittorio De Sica.
Colpito da una bomba aerea e semidistrutto nel 1944, durante la seconda guerra mondiale, fu ricostruito nel 1947, questa volta in cemento armato. L'ammodernamento del 1961 gli diede l'aspetto attuale. Con un ultimo intervento nell'estate 2000, il locale è stato ulteriormente ristrutturato e le poltrone, i rivestimenti e le luci della sala sono stati adeguati ai nuovi standard tecnici e estetici.
Oltre a ospitare la stagione teatrale programmata dall'amministrazione comunale di Viareggio, il Politeama era una comodissima sala cinematografica.
Nel 2018, il teatro viene definitivamente chiuso, perché i costi di gestione sono diventati insostenibili per il gestore.
Quindi ritorna nelle disponibilità della Agenzia del demanio, come attuale proprietario.
Tra il 2023 e il 2024 l'Agenzia del Demanio provvede alla ristrutturazione della facciata, in quanto cadevano calcinacci.
Nel 2024 viene messo sotto vincolo come Teatro Monumentale Nazionale.
L'Agenzia del Demanio è pronta a cedere il teatro al Comune, in cambio di lavori di ristrutturazione da 12 milioni e una gestione da 1 milione. Il Comune ha chiesto una riflessione sulla necessità nel 2024, perché servirebbero altri 4 milioni per ripristinare le funzioni a teatro (sedie, luci, ecc,). L'edificio all'interno è vuoto.